# 上施奈丁
上施奈丁是德国巴伐利亚州的一个市镇。总面积60.77平方公里，总人口2747人，其中男性1359人，女性1388人（2011年12月31日），人口密度45人/平方公里。